# Donau City

Donau City est un quartier d'affaires en construction situé à Vienne dans l'arrondissement de Donaustadt. Sa construction a démarré en 1995 et l'inauguration eut lieu en 1998. Il se caractérise par de nombreux immeubles de grande hauteur, dont certains sont parmi les plus hauts d’Autriche. Les bâtiments sont principalement utilisés pour des bureaux et des appartements. 

## Bâtiments
- DC Towers
- Centre international de congrès de Vienne
- Tech Gate Vienna